# بردلی والش
بردلی والش (انگلیسی: Bradley Walsh؛ زادهٔ ۴ ژوئن ۱۹۶۰) یک بازیکن فوتبال اهل بریتانیا است. وی از سال ۱۹۹۴ میلادی تاکنون مشغول فعالیت بوده‌است.
از فیلم‌ها یا مجموعه‌های تلویزیونی که وی در آن‌ها نقش داشته است، می‌توان به مایک باست: مدیر تیم ملی انگلستان اشاره نمود.